# Vadvetjåkka
Vadvetjåkka este o arie protejată (arie specială de conservare — SAC, sit de importanță comunitară — SCI) din Suedia întinsă pe o suprafață de 2.703,9 ha, integral pe uscat.

## Localizare
Centrul sitului Vadvetjåkka este situat la coordonatele 68°32′29″N 18°25′58″E / 68.5413°N 18.4327°E.

## Înființare
Situl Vadvetjåkka a fost declarat sit de importanță comunitară în decembrie 1995 pentru a proteja 4 specii de plante și 2 specii de animale. Situl a fost protejat și ca arie specială de conservare în decembrie 2009.

## Biodiversitate
Situată în ecoregiunea alpină, aria protejată conține 16 habitate naturale: Grohotișuri calcaroase și de șisturi calcaroase de la nivelul montan până la nivelul alpin (Thlaspietea rotundifolii), Păduri nordice subalpine/subarctice cu Betula pubescens ssp. czerepanovii, Formațiuni pioniere alpine de Caricion bicoloris-atrofuscae, Râuri de munte și vegetația erbacee de pe malurile acestora, Pajiști boreale și alpine pe substrat silicios, Pajiști alpine și boreale, Pajiști alpine și subalpine calcaroase, Roci stâncoase cu vegetație pionieră de Sedo-Scleranthion sau Sedo albi-Veronicion dillenii, Păduri aluvionare cu Alnus glutinosa și Fraxinus excelsior (Alno-Padion, Alnion incanae, Salicion albae), Ghețari permanenți, Izvoare fino-scandinave și mlaștini produse de izvoare bogate în minerale, Liziere de ierburi înalte hidrofile de câmpie și de nivel montan până la alpin, Mlaștini alcaline, Tufărișuri subarctice cu Salix spp., Peșteri inaccesibile publicului, Pante stâncoase calcaroase cu vegetație casmofită.
La baza desemnării sitului se află mai multe specii protejate:
- plante (4): Braya linearis, Orthothecium lapponicum, Primula scandinavica, Viola rupestris subsp. relicta
- mamifere (2): gluton (Gulo gulo), râs eurasiatic (Lynx lynx)